# Charlie Hughes (cầu thủ bóng đá, sinh 2003)
Charles Roger Hughes (sinh ngày 16 tháng 10 năm 2003) là một cầu thủ bóng đá chuyên nghiệp người Anh hiện tại đang thi đấu ở vị trí trung vệ cho câu lạc bộ Wigan Athletic tại EFL League One.

## Sự nghiệp thi đấu
Hughes xuất thân từ lò đào tạo Manchester City và Liverpool, rồi chuyển tới lò đào tạo trẻ của Wigan Athletic vào năm 2017 ở độ tuổi U-14. Anh là đội trưởng của đội U18 trong mùa giải 2021-22. Ngày 7 tháng 9 năm 2021, anh ký bản hợp đồng chuyên nghiệp đầu tiên với đội bóng. Anh ra mắt chuyên nghiệp cho Wigan Athletic trong chiến thắng 1–0 tại EFL Trophy trước U-21 Arsenal vào ngày 25 tháng 1 năm 2022.

## Phong cách thi đấu
Hughes là một trung vệ chơi bóng. Anh khá thoải mái khi sở hữu và thể hiện phẩm chất lãnh đạo mạnh mẽ.